# Елунино
Елунино — село в Павловском районе Алтайского края. Административный центр Елунинского сельсовета.

## История
Село основано в 1759 году.

## География
Село расположено в живописной местности на берегу реки Обь.
Расстояние до районного центра — села Павловск 15 км, до Барнаула 74 км.

## Население
| 1926 | 1997 | 1998 | 1999 | 2000 | 2001 |
| ---- | ---- | ---- | ---- | ---- | ---- |
| 706  | ↗885 | ↘875 | ↘851 | ↘847 | ↗851 |
| 2002 | 2003 | 2004 | 2005 | 2006 | 2007 |
| ↘797 | ↗817 | ↘813 | ↗842 | ↘818 | ↗823 |
| 2008 | 2009 | 2010 | 2011 | 2012 | 2013 |
| ↗842 | ↗854 | ↘733 | ↗734 | ↘706 | ↘676 |
| 2018 |      |      |      |      |      |
| ↗823 |      |      |      |      |      |

## Экономика
В селе действуют несколько предприятий малого бизнеса, предприятия сельхозпереработки.

## Социальная сфера
Село Елунино частично газифицировано, дороги внутри села в основном асфальтированы.
На территории села действуют несколько учреждений образования: МБОУ «Елунинская СОШ», детский сад, библиотека, сельский клуб. Так же есть православный храм, филиал сбербанка, отделение «Почты России», филиал «Сибирьтелеком», мемориальный комплекс с высеченным на плитах именами участников Великой Отечественной войны не вернувшихся с войны.

## Интересные факты
- События повести "Рука дьявола" Виктора Степановича Сидорова разворачиваются в Елунино. Повесть описывает первые годы советской власти после гражданской войны[7].
- В 1996 году возле села снимались эпизоды фильма «Ермак».